# Kamel Ouchia
Kamel Ouchia, né le 2 octobre 1956 en Algérie, est un joueur puis entraîneur algérien de handball. Il évoluait au poste de gardien de but.

## Biographie
Kamel Ouchia a fait ses débuts de handballeur au sein de l'école Mouzaoui à Alger Centre avec l'équipe scolaire. En 1970, à l'age de 14 ans, il signe sa première licence avec le DNC Alger puis, après deux saisons, il rejoint l'équipe de l'AS Finances.
En 1976, il rejoint le Mouloudia d'Alger et reste fidèle à son club jusqu'à la fin de sa carrière au début des années 1990.
Il fait son apparition avec l'équipe nationale d'Algérie lors d'un tournoi international en Bulgarie pendant la saison 1976-1977 et a fait son service national entre 1978 et 1980.

## Palmarès

### En clubs
- Vainqueur du Championnat d'Algérie (7) : 1982, 1984, 1985, 1987, 1988, 1989, 1990
- Vainqueur de la Coupe d'Algérie (5) : 1982, 1983, 1985, 1987, 1989
- Vainqueur de la Ligue des champions d'Afrique : 1983
- Vainqueur de la Coupe d'Afrique des vainqueurs de Coupe : 1988

### Enéquipe nationale d'Algérie
Championnat d'Afrique des nations 
- Vainqueur du Championnat d'Afrique 1981
- Vainqueur du Championnat d'Afrique 1983
- Vainqueur du Championnat d'Afrique 1985
- Vainqueur du Championnat d'Afrique 1987

Jeux africains
- Vainqueur des Jeux africains de 1987

Jeux méditerranéens 
- Vainqueur des Jeux méditerranéens de 1987

Jeux olympiques 
- 12e place aux Jeux olympiques de 1984
- 10e place aux Jeux olympiques de 1988

Championnats du monde
- 16e place au Championnat du monde 1982
- 16e place au Championnat du monde 1986
- 16e place au Championnat du monde 1990

### Entraineur
MC Alger masculins : 
- Vainqueur de la Coupe d'Algérie (1) : 1991 (aux côtés d'Akkeb)

MC Alger féminines : 
- Vainqueur du Championnat arabe des clubs champions (2) : 1997 et 1998.
- Vainqueur de la Coupe d'Algérie (1) : 1998